# Pizzás
A Pizzás egy 2001-es színes, magyar nagyjátékfilm.

## Szereplők
- Kovács K. András[2] – Pizzás
- Kreiter Éva – Mannácska / tanárnő / sztár Mannácska|
- Bernáth Dénes – Putto
- Incze Ildikó – Emancika
- Tímár Éva – kutyás hölgy
- Détár Enikő – EzonTerézia
- Haumann Péter – Mester
- Szacsvay László – Pontos úr
- Gubás Gabi – Flóra
- Rékasi Károly – Sulf úr
- Csisztu Zsuzsa – Fusi-Shop hostess
- Czutor Zoltán – Zeusz
- Csányi Sándor – Nyugi / portás 2.
- Deutsch Anita – TV-Show hostess
- Haumann Petra – Lili
- Lovasi András – Kis Pelé
- Szamosi Zsófia – Vanda / pongyolás nő

## Filmzene
A filmzenét tartalmazó CD 2001. július 26-án jelent meg.
1. Fish! – Positivo
2. Nyers – Pizzás
3. Neo – Aiiaiiiyo (Radio Edit)
4. Yonderboi – 100% Trevira'
5. Dopeman – Legjobb (pizzás verzió)
6. Rémember – Good at Least
7. Sub Bass Monster – 4 ütem (radio edit)
8. Publo Hunny – Demolition Girl
9. Quimby – Halleluja
10. Colorstar – Road movie
11. Másfél – Funky
12. Tereskova – Unikum
13. Hiperkarma – Lidocain Mix
14. Heaven Street Seven – Burn
15. FreshFabrik – Check mother
16. First Session – Nairobi disco
17. Pluto Project – Ezotereza
18. Pozsi & Bootsie – Különösen veszélyes